# سیارک ۵۶۹۲
سیارک ۵۶۹۲ (به انگلیسی: 5692 Shirao، نامگذاری:1992FR) پنج هزار و ششصد و نود و دومین سیارک کشف شده‌است که در ۲۳ مارس ۱۹۹۲ کشف شد.
قدر مطلق سیارک برابر ۱۲٫۳۰ است.